# 혜능
혜능(慧能, 638년~713년)은 당나라(618~907) 시대의 선승이며, 선종에 가장 큰 영향을 미친 인물이다. 선종(禪宗)의 제6조이자 남종선(南宗禪)의 시조이다.(남종선 6대 조사) 스승은 5조 홍인으로, 북종선의 시조인 신수(북종선 6대 조사)와 같은 스승 아래서 공부했다.
육조대사(六祖大師) 또는 조계대사(曹溪大師)라고도 한다. 입적한 지, 100여년이 지난 816년에 대감선사(大鑑禪師)라고 시호되었다. 조계혜능으로도 부른다.
대한민국 불교종파인 조계종, 전라남도 순천시 조계산에서 조계라는 두 글자는 모두 혜능이 머물렀다는 조계에서 따온 단어들이다.
혜능의 직계제자 중에는 아들 뻘로는
- 운문종, 법안종, 조동종의 7대 조사인 청원행사,
- 위앙종과 임제종의 7대 조사인 남악회양,
- 당나라 황제가 공인한 7대 조사인 하택신회,
- 당나라 황제 숙종의 국사이자, 숙종과 대종의 귀의를 받은 남양혜충,
- 증도가와 일숙각 일화의 영가현각이 유명하다.[5]

이러한 직계제자(아들 뻘)들에서 뻗어나간 손자 뻘 이상의 제자까지 합친다면
- 교종으로는 청량징관을 계승하여 화엄종 5조가 되고, 선종으로는 하택신회를 계승하여 하택종 7조가 되는 규봉종밀,
- 홍주종 개조, 위앙종과 임제종의 8대조사 마조도일,
- 운문종, 법안종, 조동종의 8대조사인 석두희천,
- 위앙종과 임제종의 9대조사 백장회해,
- 남전참묘 화두의 남전보원,
- 마조도일 제자인 단하천연,
- 임제종의 10대조사인 황벽희운,
- 임제종의 11대조사인 임제의현,
- 무자화두로 유명한 조주종심 등으로 범위가 확장된다.

## 혜능 vs 신수
혜능은 신수보다 나이가 32살이나 어렸고, 신수는 측천무후를 비롯한 당나라 황제 3명의 국사였으므로 생전에는 비교도 할 수 없는 위치였다. 그러나 732년 활대 대운사 무차대회에서, 수만명이 모인 가운데 하택신회가 단박에 깨닫는 돈법(남종선)으로 점차 깨닫는 점법(북종선)을 논쟁에서 압도함으로써, 비로소 남종선이 북종선에 우위를 점하기 시작했다.
하택신회는 당나라 황제 덕종이 공인한 7대 선사가 되었고, 이로써 혜능은 사후 30년이 지나 공식적인 6대 조사로 인정받게 된다. 하택신회가 오늘날 혜능의 지위를 만들었다고 해도 과언이 아니고, 더욱이 하택신회는 원래 신수의 제자이기도 했었다.
그러나 당시 혜능에게는 그리 높은 평가를 받지 못한 것 같다. 혜능이 하택신회에게 조계의 뜻을 물었지만, 하택신회는 대답하지 못하고 몸만 흔들 뿐이었다. 그러자 혜능은 아직도 하택신회가 기와쪽이 막혀서 쓸모없다고 말해버렸다. 다시 하택신회가 "왜 요즘 사람들에게 진짜 금(깨달음)을 주지 않느냐?"고 물었지만, 혜능은 "그대에게 준다한들 어디에 쓰겠냐"고 답해버렸다.

## 생애

### 가난한 나무꾼
혜능의 아버지는 본관이 범양(范陽)이었다. 그러나 좌천되어 영남(嶺南)의 신주(新州)로 와서 살았다. 혜능은 어릴 때, 아버지를 여의고는 남해로 왔다. 가난에 시달리며 나무를 해서 땔나무를 장터에 팔았다.

### <금강경>을 한 번 듣고는 깨치다
어느 날, 손님이 땔나무를 사서 혜능이 관숙사(官宿舍 : 관리들이 묵는 여관)에 가져다 주고는 돈을 받았다. 그런데 그곳에서 한 손님이 <금강경>을 읽고 있었는데, 혜능이 한 번 듣고는 마음이 밝아지고 문득 깨우쳤다.
혜능은 손님에게 어떻게 <금강경>을 가지고 읽게 되었냐고 물었다. 손님은 기주 황매현 동빙무산에서 오조 홍인대사를 예배하고 오는 길인데, 그는 1,000명을 거느리고 있을 만큼 유명하다고 하였다. 또한 홍인대사는 사람들에게 <금강경> 1권이면 곧 자성을 보아 부처를 이룰 수 있으니 지니기를 권한다고 하였다. 혜능은 어머니에게 하직인사를 드리고 홍인대사를 만나러 떠났다.

### 오조 홍인대사를 만나다
혜능은 기주 황매현 동빙무산으로 찾아가서 오조 홍인대사를 만나 예배를 올렸다. 홍인대사는 혜능에게 어디 사람인지, 자신에게 무엇을 구하는지 물었다. 혜능이 스스로 소개하기를 자신은 영남의 신주 백성이며, 부처님 되는 법을 구한다고 하였다.
홍인대사가 갑자기 꾸짖으며 영남사람은 오랑캐인데, 어떻게 부처가 될 수 있냐고 하였다. 혜능이 말하길, 사람에게는 북쪽사람과 남쪽사람이 있지만, 부처의 성품에는 남과 북이 없다고 하였다. 그리고 혜능은 다시 남쪽 오랑캐(남쪽사람인 혜능 자신)의 몸은 스님(북쪽사람인 홍인대사)의 몸과 같지 않겠지만, 부처의 성품에는 무슨 차별이 있겠냐고 반문했다.
오조 홍인대사는 혜능이 범상치 않음을 알고 더 이야기하고 싶었으나, 주위에 사람이 많아 더는 말하지 않았다. 그리고는 행자를 시켜, 혜능에게 방아를 찧게 하였다.

### 홍인대사가 게송을 짓게 하다
혜능이 8달 정도 방아를 찧었을 때였다. 오조 홍인대사가 문인(부처가 되 공부를 하는 사람)을 모두 모아놓고는 게송을 지어오라고 했다. 그리고 지어온 게송을 읽어 보고 깨우쳤다고 생각되는 사람에게 가사(스님 옷)와 법을 물려주어, 육대조사(육조)가 되게 해주겠다고 하였다.
이때, 오조 홍인대사의 제자 중에 가장 높은 상좌가 신수(神秀)라는 승려였다. 다른 승려들은 어차피 자신들을 가르치는 교수가 신수이므로, 당연히 신수가 오조 홍인대사를 이어 육조대사가 될 것이니 게송을 짓지 말자고 했다.

### 상좌 신수의 게송
신수는 다른 승려들이 자신때문에 게송을 바치지 않음을 알았다. 그러나 신수는 자신이 육대조사의 자리를 넘보는 것은, 일반인이 성인의 지위를 넘보는 것이라고 생각했다.
하지만 게송을 짓지 않으면 오조 홍인대사가 자신의 견해가 깊은 지, 얕은 지를 알 수 없으로 게송을 짓지 않으면 법을 얻지 못할 것이 두려웠다. 고민에 고민을 거듭한 신수는 삼경(23시~1시)이 되는 야심한 시각에 몰래 게송을 적어놓고 오기로 했다.
그리고 신수는 만약 오조 홍인대사가 자신의 게송을 보고도 가사와 법을 물려주지 않으면, 자신의 전생업장이 두꺼워서라고 생각하기로 했다. 성인의 뜻은 원래 알기 어려운 것이라고 위로하며, 삼경에 남쪽 복도 벽 중간에 몰래 다음 게송을 적었다.
 몸은 보리의 나무요
마음은 밝은 거울과 같나니
때때로 부지런히 털고 닦아서
티끌과 먼지 묻지 않게 하라.

아무도 신수가 위의 게송을 적는 것을 보지 못했다.

### 오조 홍인대사가 신수의 게송을 평가하다
오조 홍인대사가 신수의 게송을 보고는 문인들을 모두 모았다. 그리고는 게송을 평가하기를, 이를 외우면 자성을 보고 타락하지 않는다고 하였다. 다른 문인들이 다들 외워보고는 신수에 대한 공경한 마음을 내어 훌륭하다고 칭찬하였다.
오조 홍인대사는 신수를 몰래 방으로 불러, 신수가 지은 것이 맞냐고 물어보았다. 그리고 만약 신수가 지은 것이라면, 자신의 법을 얻을 것이라고 말했다. 신수가 부끄러워 하며, 자신이 지었으나 감히 육대조사의 자리를 얻으려고 한 것은 아니었으므로 자비롭게 봐달라고 하였다. 자신이 작은 지혜라도 있어서 큰 뜻을 알았겠냐며 겸손을 보였다.
그러자 오조 홍인대사는 신수에게 당도는 했으나, 문 안으로 들어오지는 못했고 문 앞에 있다고 하였다. 며칠 동안, 더 생각하여서 문 안으로 들어와서 자성을 본다면, 가사와 법을 물려준다고 하였다. 그러나 며칠이 지나도, 신수는 게송을 짓지 못했다.

### 혜능이 몰래 게송을 적다
한 동자가 방앗간을 지나며, 신수가 적었던 게송을 외우고 있었다. 혜능이 이를 듣고는 동자에게 무슨 게송이냐고 물었다. 동자가 말하기를 이 게송은 신수가 지은 것인데, 오조 홍인대사가 이 게송으로 수행하면 죽음을 벗어난다고 말했다고 했다.
혜능은 신수의 게송이 견성도 깨닫지도 못한 것임을 바로 알았으나, 짐짓 자신도 부처님의 나라에 나고 싶으니 신수의 게송이 적혀 있는 남쪽 복도로 데려가 달라고 하였다. 동자가 혜능을 남쪽 복도로 데려갔고, 혜능은 게송에 예배하였다. 혜능은 글을 읽을 줄 몰랐으므로, 글을 읽을 줄 아는 사람을 불러 다시 신수의 게송을 들었다. 혜능은 대강의 뜻을 알고는 자신이 게송을 지어서, 글을 쓸 줄 아는 사람에게 서쪽 벽에 다음 게송을 써달라고 하였다.
보리는 본래 나무가 없고
밝은 거울 또한 받침대가 없네.
부처의 성품은 항상 깨끗하거니
어느 곳에 티끌과 먼지 있으리요.

혜능은 또 다음 게송을 적어달라고 하였다.
마음은 보리의 나무요
몸은 밝은 거울의 받침대라
밝은 거울은 본래 깨끗하거니
어느 곳이 티끌과 먼지에 물들리오.

사람들이 몰려 들어 혜능의 계송을 보고는 놀라면서도 괴상히 여겼다. 오조 홍인대사가 나와 혜능의 게송을 보고는 바로 큰 뜻임을 알아보았으나, 다른 사람들의 눈치를 보며 이것도 아니라고 하며 방으로 들어가 버렸다.

### 혜능이 법을 물려받아 육대조사가 되다
그날, 삼경(23시~1시)이 되자 오조 홍인대사는 급히 혜능을 불렀다. 그리고는 <금강경>을 설해주었다. 혜능은 1번 듣고, 말 끝에 문득 깨우쳤다. 오조 홍인대사는 단박에 깨치는 법인 돈법(頓法)과 가사를 물려주며, 혜능에게 이제 육대조사가 되었다고 말하며 그 징표가 가사라고 말했다.
그리고 법은 마음에서 마음으로 전하되, 물려 받는 사람이 스스로 깨우치도록하라고 당부했다. 또한 사람들이 혜능을 해칠까하여(까막눈에다 절에 들어온지 8달 밖에 안 되었으므로 질투를 하므로), 빨리 떠나라고 하였다. 밤중에 떠나는 혜능을 오조 홍인대사는 몸소 배웅해주었다. 그리고 남쪽으로 가서 계속 노력하고, 환란이 일어난 것이니 3년 동안은 법을 펴지 말라고 했다. 혜능은 오조 홍인대사에게 하직인사를 하고 남쪽으로 떠났다.

### 혜능을 쫓는 사람들, 16년을 숨어지내다
혜능은 남쪽으로 길을 떠난 지 2달이 되어서, 대유령(大庾嶺)에 이르렀다. 그런데 사실 혜능은 몰랐지만, 그동안 수백명의 사람들이 혜능을 뒤쫓고 있었다. 혜능을 해치고 가사와 법을 빼앗고자 한 것이었다. 하지만 혜능을 따라 잡지 못하고 길을 반정도 왔다가 돌아갔다.
하지만 삼품장군의 후손인 진혜명(陳惠明)이라는 승려는 집요하게 혜능을 뒤쫓고 있었다. 그는 성품과 행동이 거칠고 포악하기로 유명하였다. 그가 대유령 고개마루까지 와서 혜능을 덮치려고 하였다.
혜능이 곧 가사를 돌려주었으나, 혜명이 말하기를 자신이 혜능을 뒤쫓은 것은 가사를 탐한 것이 아니라, 법을 구하기 위함이었다고 하였다. 혜능이 고개마루에서 혜명에게 법을 전하자, 혜명은 말끝이 마음이 열렸다. 혜능은 혜명에게 북쪽으로 가서 사람들을 교화하라고 하였다.
이후 혜능은 남방으로 가서 16년을 숨어지냈다. 혜능은 나이가 39세가 되자 법을 널리 설할 시기가 되었음을 알고는 정처없이 떠돌기 시작했다.

### 인종대사가 혜능의 제자가 되다
떠돌던 혜능은 광주의 법성사에 이르렀다. 마침 인종대사가 행자 수백 명을 거느리고 열반경을 강의하고 있었다. 이때 갑자가 깃발이 펄럭였는데, 행자 2명이 이를 가지고 싸우기 시작했다.
한 명은 깃발이 움직인 것이라고 했고, 다른 한 명은 바람이 움직인 것이라고 했다. 이내 모든 행자들이 두 무리로 나뉘어져 싸우기 시작했다. 이때, 혜능만 빙그레 웃고 있으니, 대표 행자 2명이 와서 혜능에게 판단을 맡겼다. 혜능은 이건 깃발이 움직인 것도 아니고 바람이 움직인 것도 아니며, 스님들의 마음이 움직인 것이라고 했다.
인종법사는 이 말에 감동을 하여 혜능이 육조대사임을 바로 알아보았다. 인종법사는 혜능에게 절을 올리고, 혜능의 머리를 밀어주었으며, 스스로 제자가 되어 혜능을 스승으로 모셨다.

### 조계(曹溪)
이듬해 혜능은 남쪽 조계산에 보림사(현재는 남화사)를 짓고 36년간 법을 펼쳤다. 보림사가 있는 마을에는 조(曹)씨 들이 많이 살았는데, 마을 입구에 흐르는 개울이 조계(曹溪)였다. 혜능이 36년간 이곳에 머물자 조계는 혜능을 상징하는 이름이 되었다. 지금도 이곳에는 혜능의 시신을 그대로 모신 진신육신상이 있다.

### 육조단경의 바탕이 된 대범사 설법
혜능이 워낙 유명해지자 소주자사 위풍이 혜능을 대범사 강당으로 모셔 설법하게 하였고, 이를 문하생인 법해가 기록하는데 이것이 나중에 육조단경으로 편집되게 된다.

### 관직을 거부하다
이후 설법으로 유명해지자, 당나라 측천무후와 아들인 중종이 관직을 내렸으나 사양하였다.

### 입적을 하고 시호를 하사받다
713년 국은사(國恩寺)에서 입적하면서 제자 10명을 불러서, 단경을 읽으면 자신을 만나는 것과 같다며 단경을 이어받게 했다.
혜능이 입적하고 100여년이 지난 816년에 대감선사라는 시호가 내려졌다. 이후 대감진공선사, 대감진공보각선사, 대감진공보각원명선사라는 시호가 계속 내려졌다.

## 법맥
중국 선종의 1대부터 5대 조사는 1대 달마 → 2대 혜가 → 3대 승찬 → 4대 도신 → 5대 홍인이다. 선종은 혜능으로부터 융성했다.
앞의 생애항목에서 보았듯이, 5조 홍인대사에게는 상좌 신수와 가사와 법을 물려준 혜능이 있었다. 신수(神秀: ?~706)로 이어진 선을 북종(北宗) 또는 북종선(北宗禪)이라고 하고, 혜능으로 이어진 선을 남종(南宗) 또는 남종선(南宗禪)이라 한다.
남종선은 돈오(頓悟)를, 북종선은 점오(漸悟)를 주장하여, 흔히 남돈북점(南頓北漸)이라 하였다. 남종선은 단박에 깨닫고, 북종선은 점차적으로 깨닫는 다는 뜻이다. 북종선은 신수 이후 2~3대가 지나자, 역사속으로 사라져버렸다.
혜능대사를 하나의 꽃에 비유한 일화오엽(一花五葉)이라는 말이 있다. 이는 혜능대사라는 하나의 꽃에서 선종의 다섯 종파가 나왔기 때문이다.
선종의 다섯 종파를 보면, 다음과 같다.

1. 위앙종 : 남악회양 → 마조도일 → 백장회해 → 위산영우 → 앙산혜적

2. 임제종 : 백장회해 → 임제의현

3. 조동종 : 청원행사 → 석두희천 → 동산양개 → 조산본적

4. 운문종 : 운문문언

5. 법안종 : 법안문익
이후 북송시대가 되면 총 7종이 된다.

6. 양기파 : 임제종의 석상초원 → 양기방회

7. 황룡파 : 임제종의 석상초원 → 황룡혜남
다른 용어로 5가7종(五家七宗)이 있는데, 이는 남종선의 번성을 보여준다. 5가는 위앙종, 임제종, 조동종, 운문종, 법안종을 말하고, 7종은 위에서 언급한 7종을 말한다.

## 게송
마음의 땅이 뜻의 씨앗을 머금으니
법의 비가 꽃을 피운다.
스스로 꽃 뜻의 씨앗을 깨달으니,
보리의 열매가 스스로 이루는도다.

## 저서

### 육조단경
혜능의 대범사 설법을 문하생인 법해가 기록하였고, 이를 편집하여 만든 책이다.
불교에서는 부처님이 설하신 말씀을 경전 또는 경이라고 하는데, 부처님이 아닌 혜능의 설법을 육조단"경"이라고 하는 데서, 혜능이 불교에서 얼마나 중요한 인물인지를 알 수 있다.
육조법보단경 또는 법보단경이라고도 한다.

## 육신불
사후 혜능의 시신은 육신불이 되어 광둥성 사오관시 취장구의 난화사(南華寺)에 안치되어 있으며, 현존하는 중국 불교의 육신불 중 가장 오래된 것으로 알려져 있다. 하지만 1960년대 문화대혁명 당시 육신불이 가짜라고 주장하는 홍위병들에 의해 육신이 일부 훼손되는 일이 벌어졌으며, 개혁개방 시기인 1979년에 광둥성의 서기장이었던 시중쉰 등이 개입하여 육신불을 수습 및 복원하였다.

## 사진

중국 광동성 남해관음사의 육조전
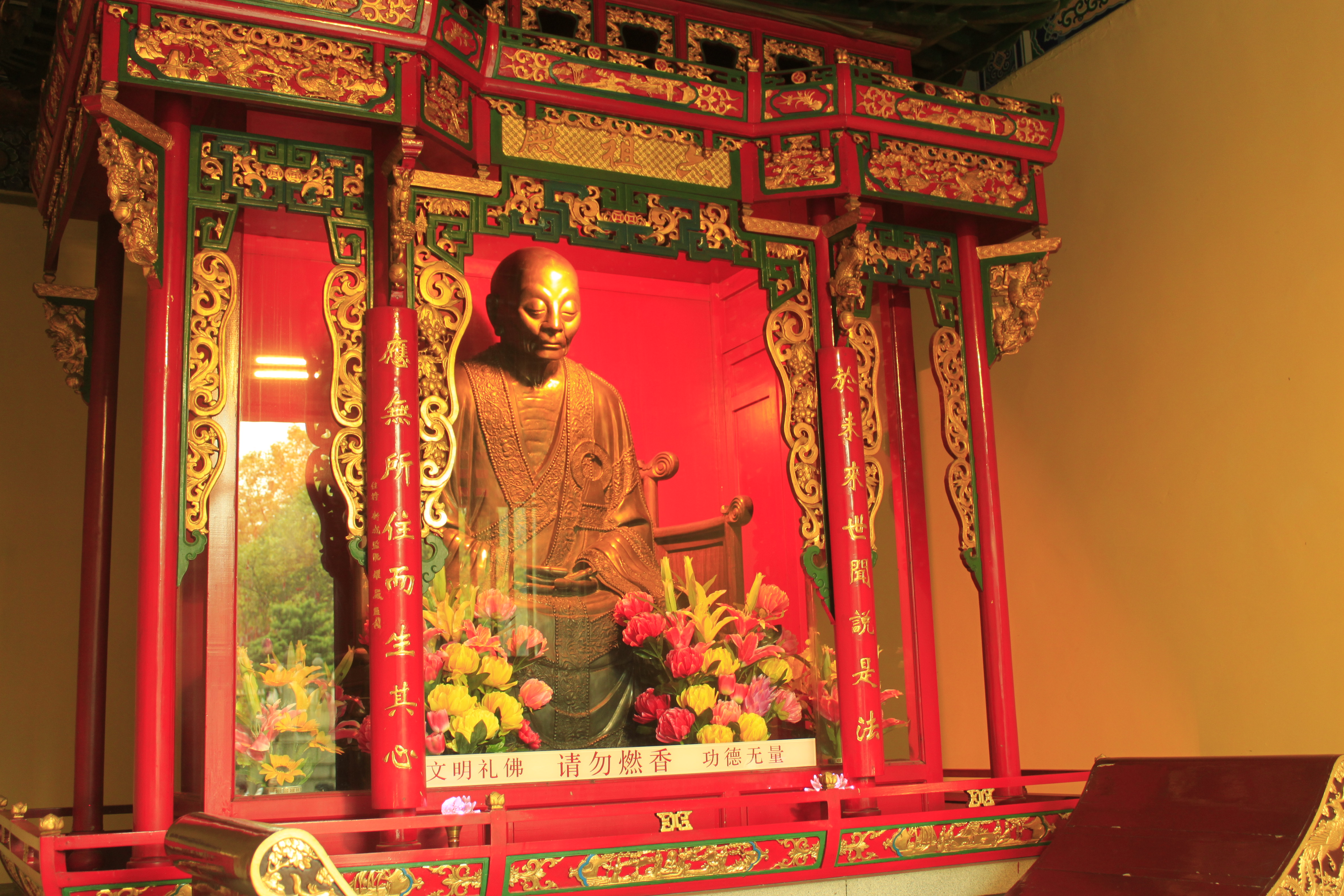
중국 광동성 남해관음사에 있는 육조대사(측면)
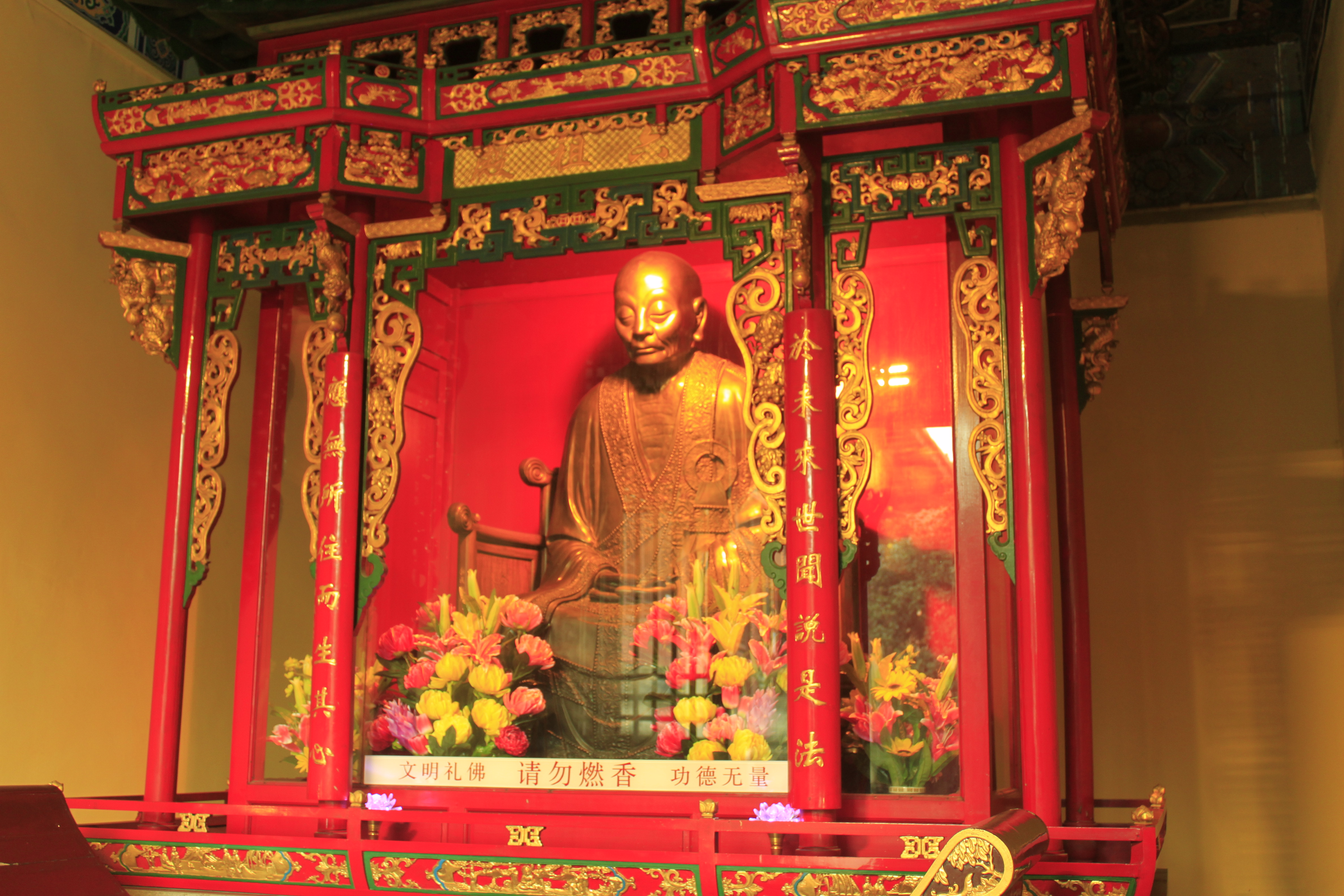
중국 광동성 남해관음사에 있는 육조대사(우측면)

## 그림

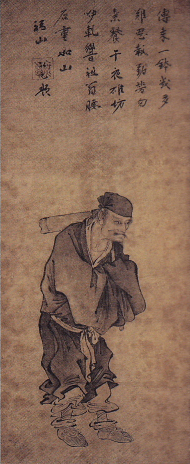
일본 오사카 마시키 미술관에 소장되어 있는 혜능의 그림으로, 일본 카마쿠라 막부시대 작품이다.
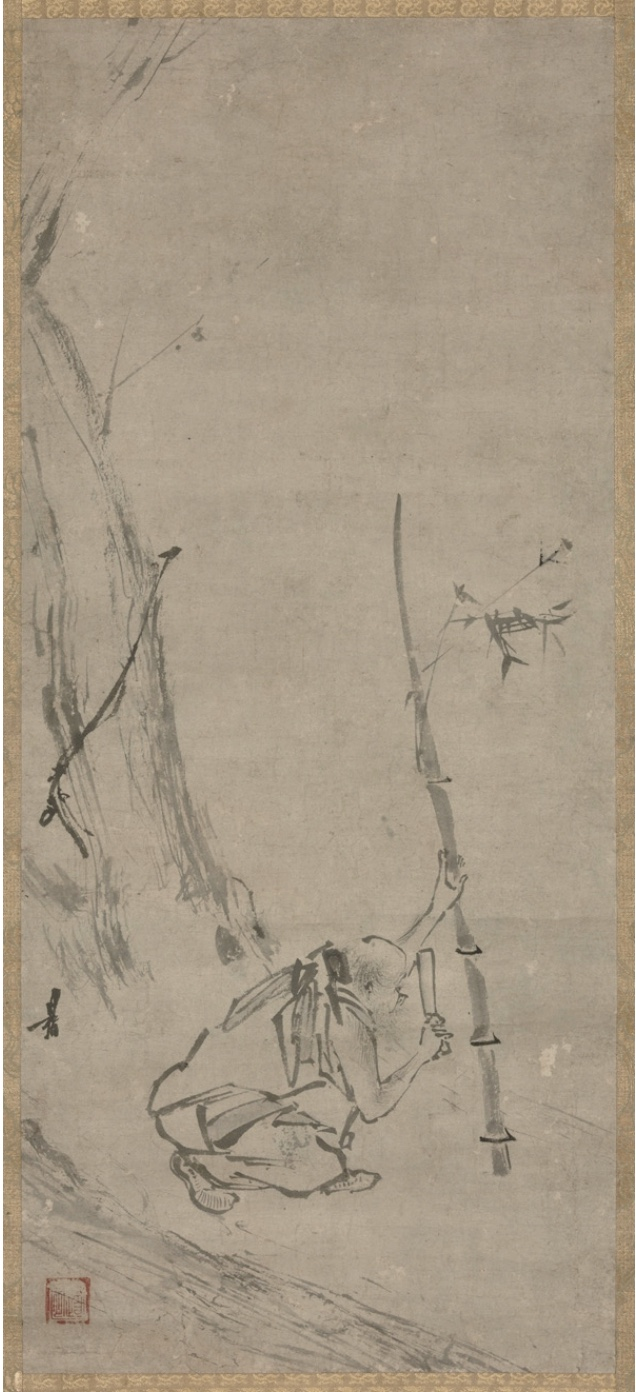
대나무를 자르는 육조대사. 중국 송나라시대의 그림이다.
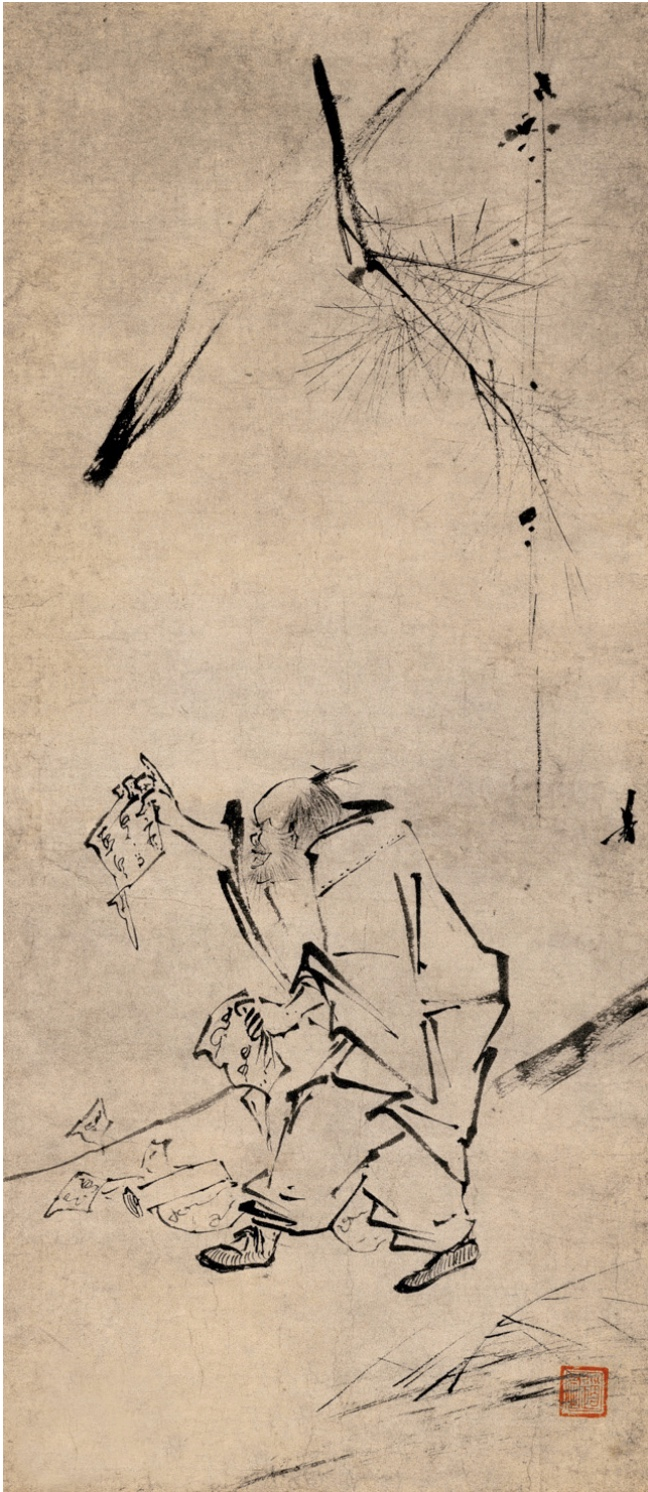
경전을 찢는 육조대사. 중국 송나라시대의 그림이다.
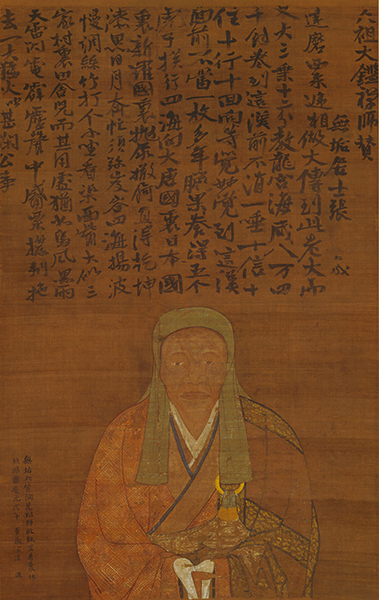
일본 후쿠오카 쇼호쿠지 사찰에 소장된 육조대사 그림.
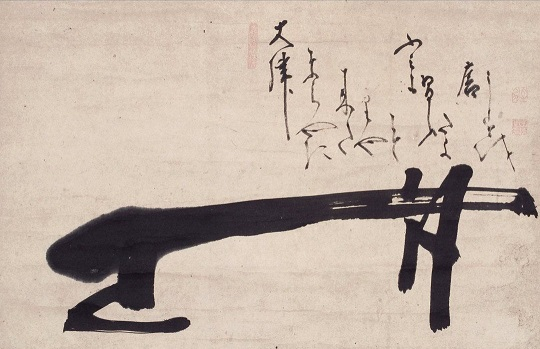
일본 에도막부시대에 백은선사가 그린 그림. 육조대사가 오조대사 밑에서 8개월 동안 찧던 쌀절구.

## 서적 사진
아래 그림은 메이지 42년(1909년)과 쇼와 3년(1928년)에 촬영된 것이다.

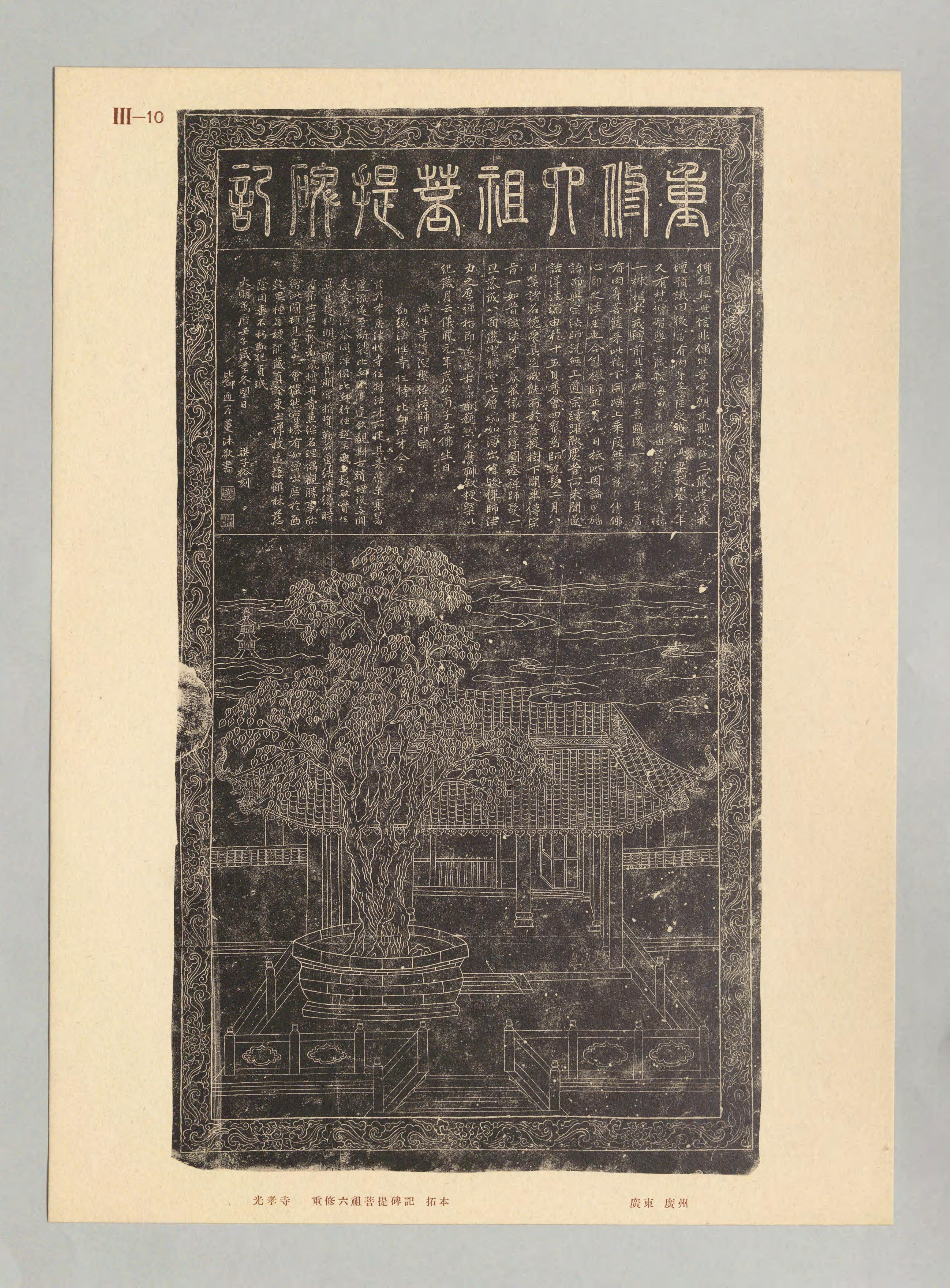
중국 광저우 광효사(廣孝寺)의 《중수육조보리비기》
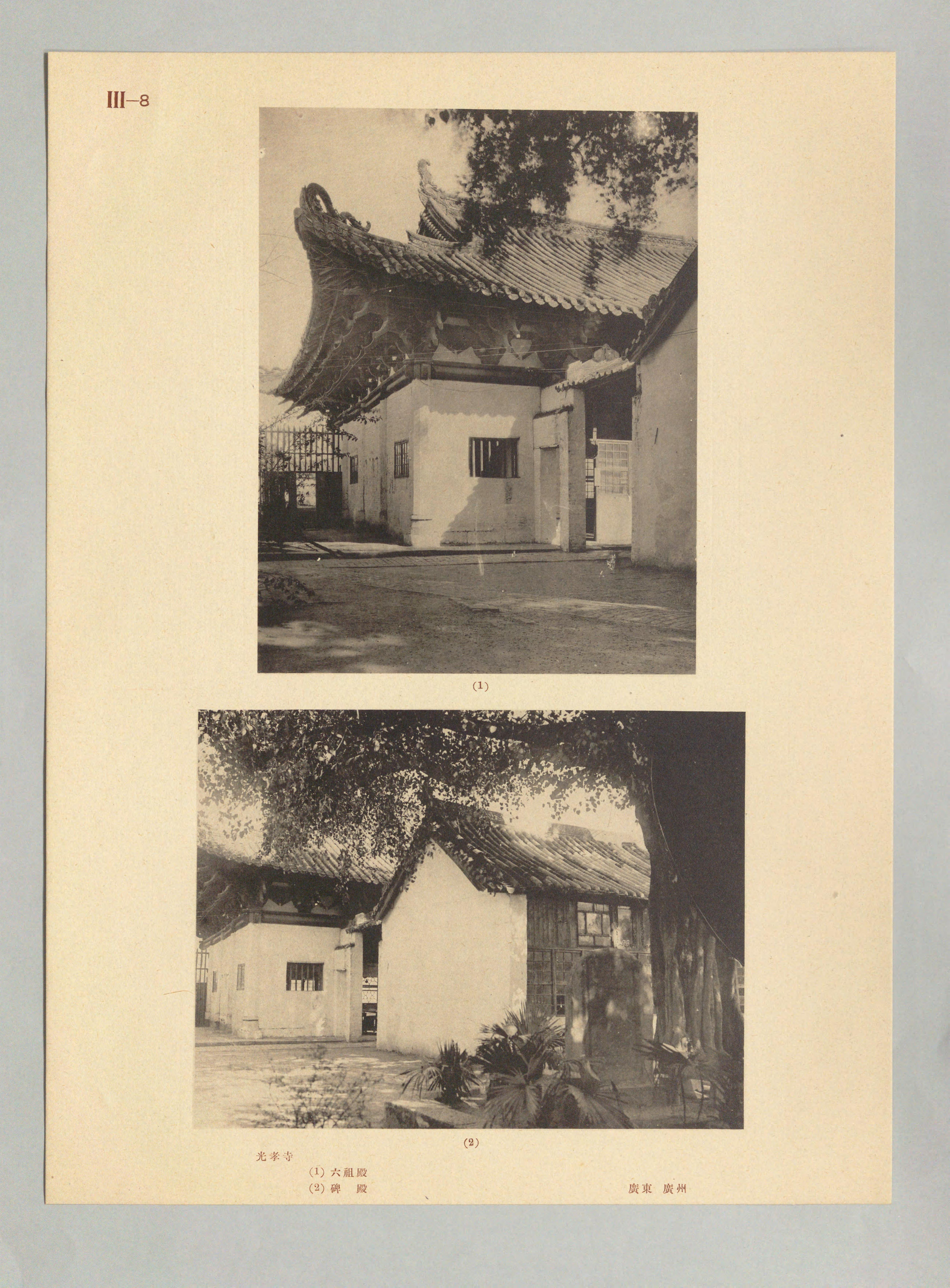
중국 광저우 광효사 육조전과 비전
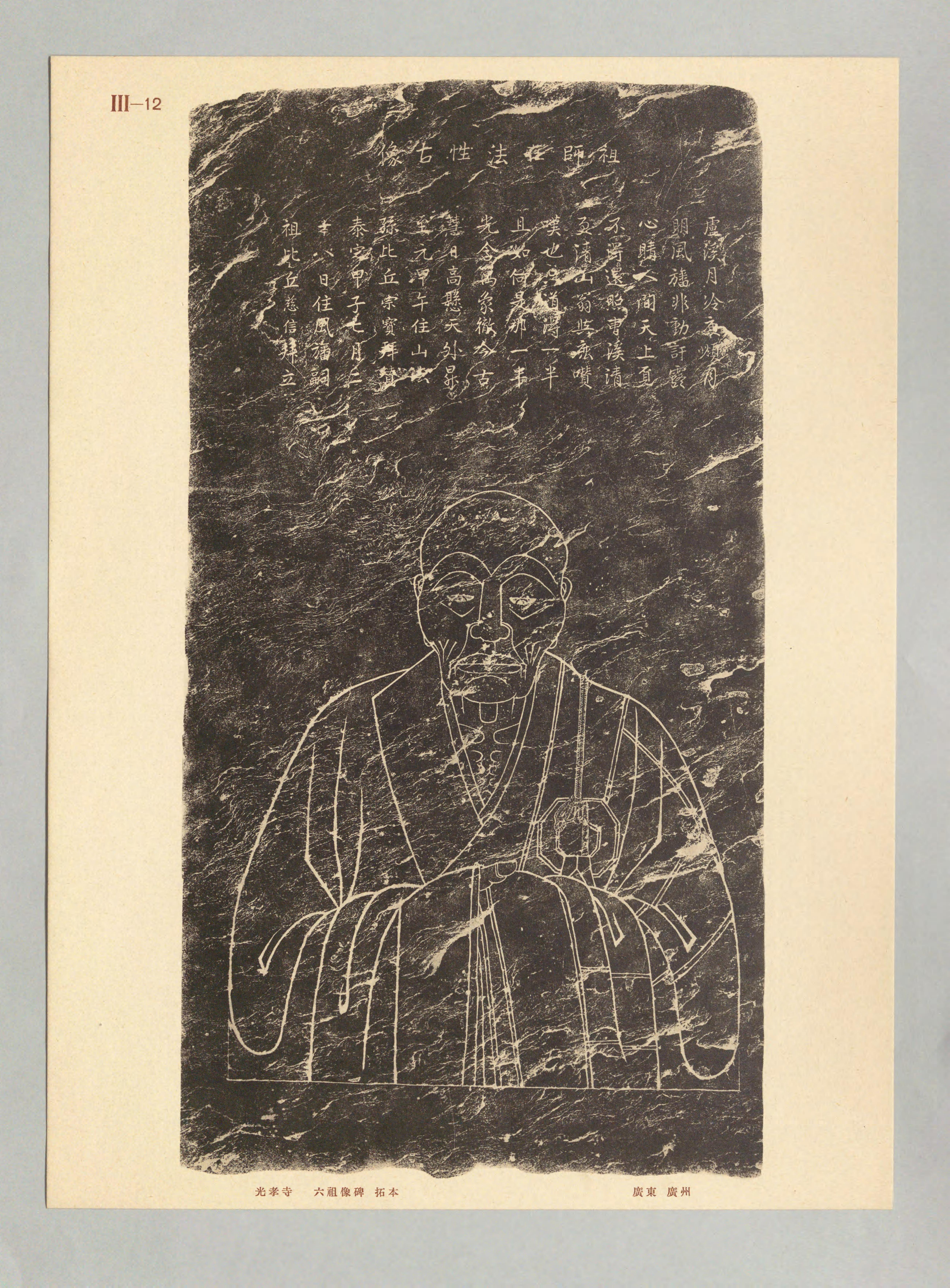
중국 광저우 광효사 《육조비상》 탁본
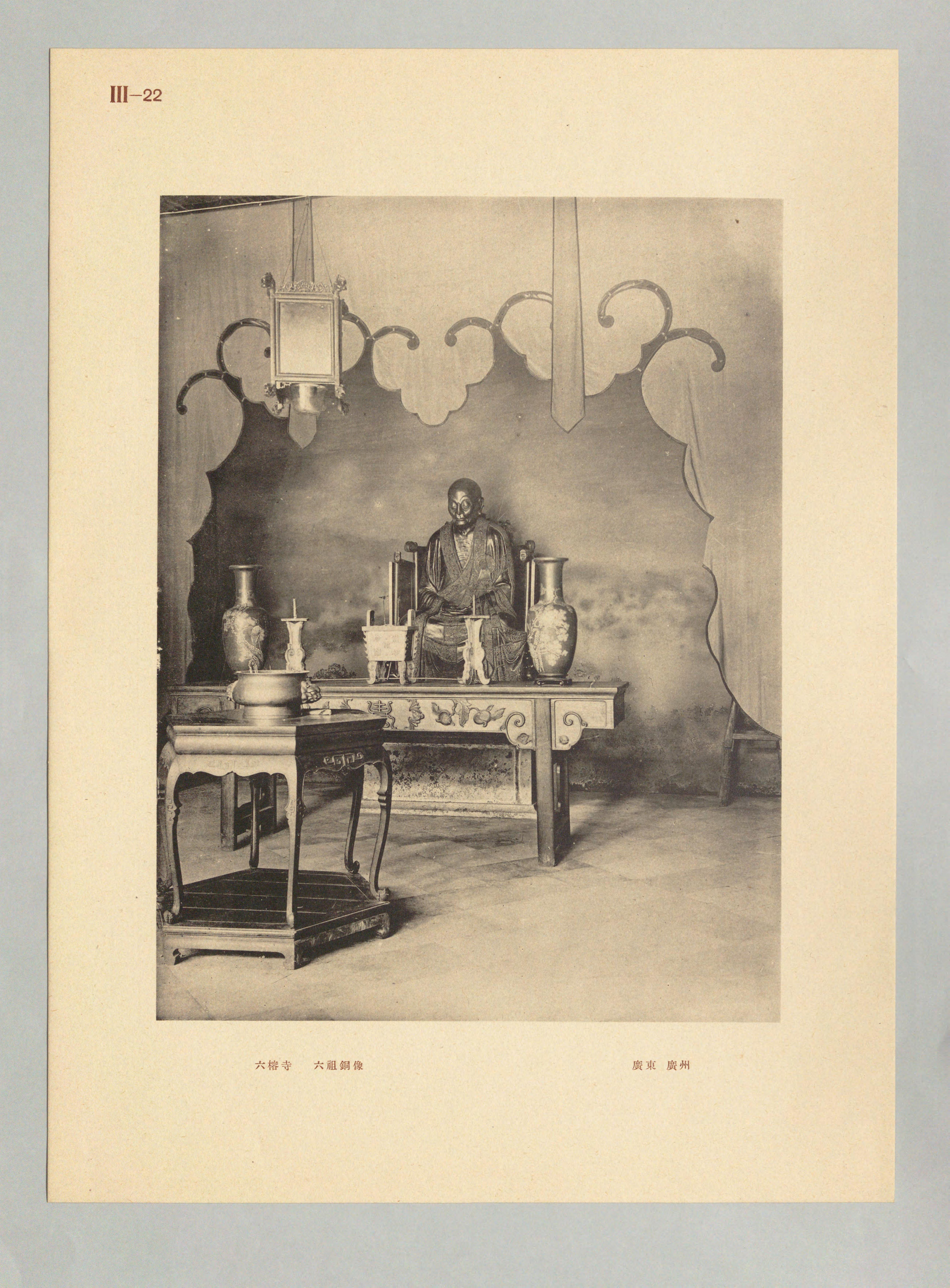
중국 광저우 광효사 육조동상
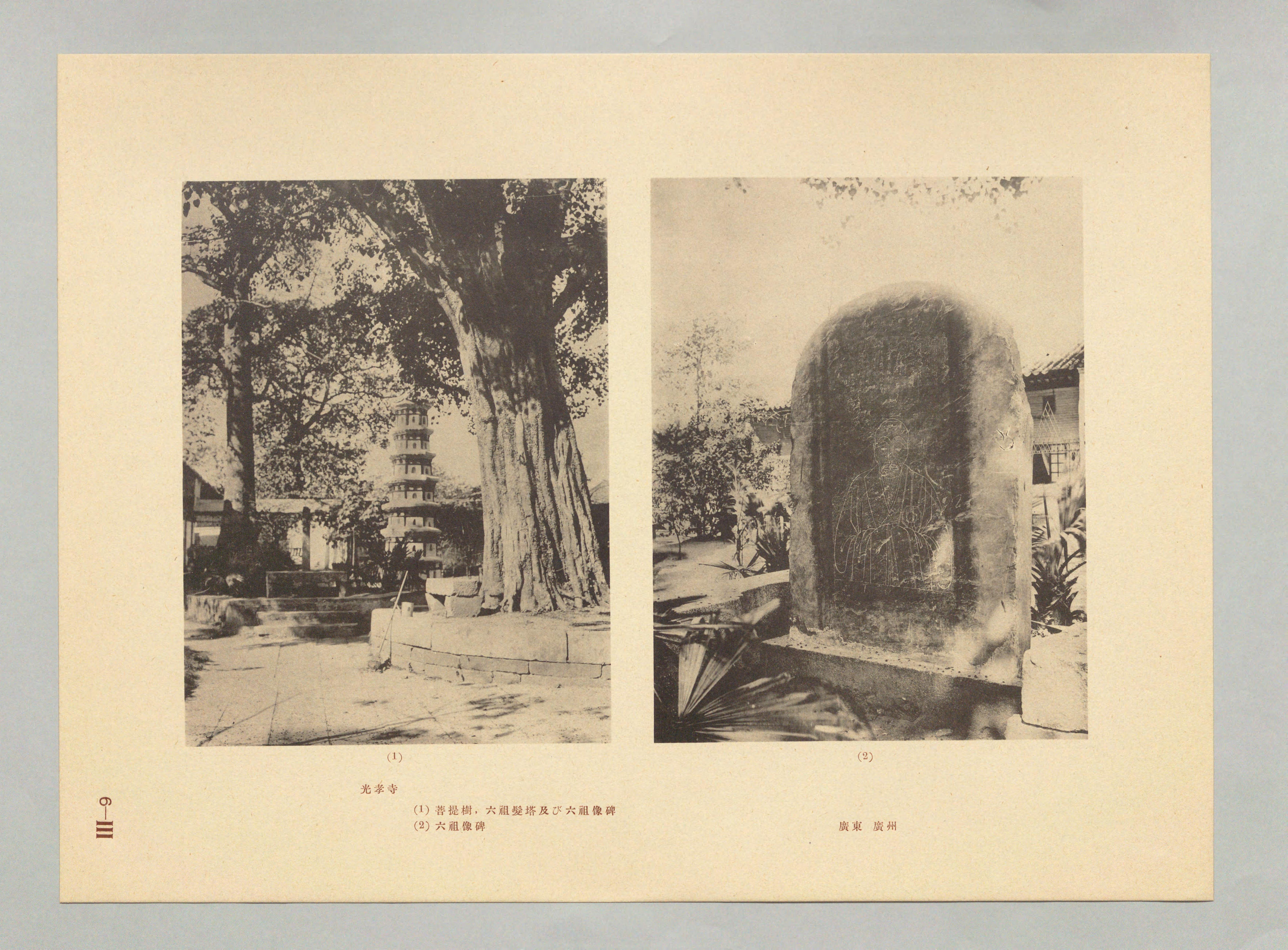
중국 광저우 광효사 육조발탑(예발탑)과 육조상비
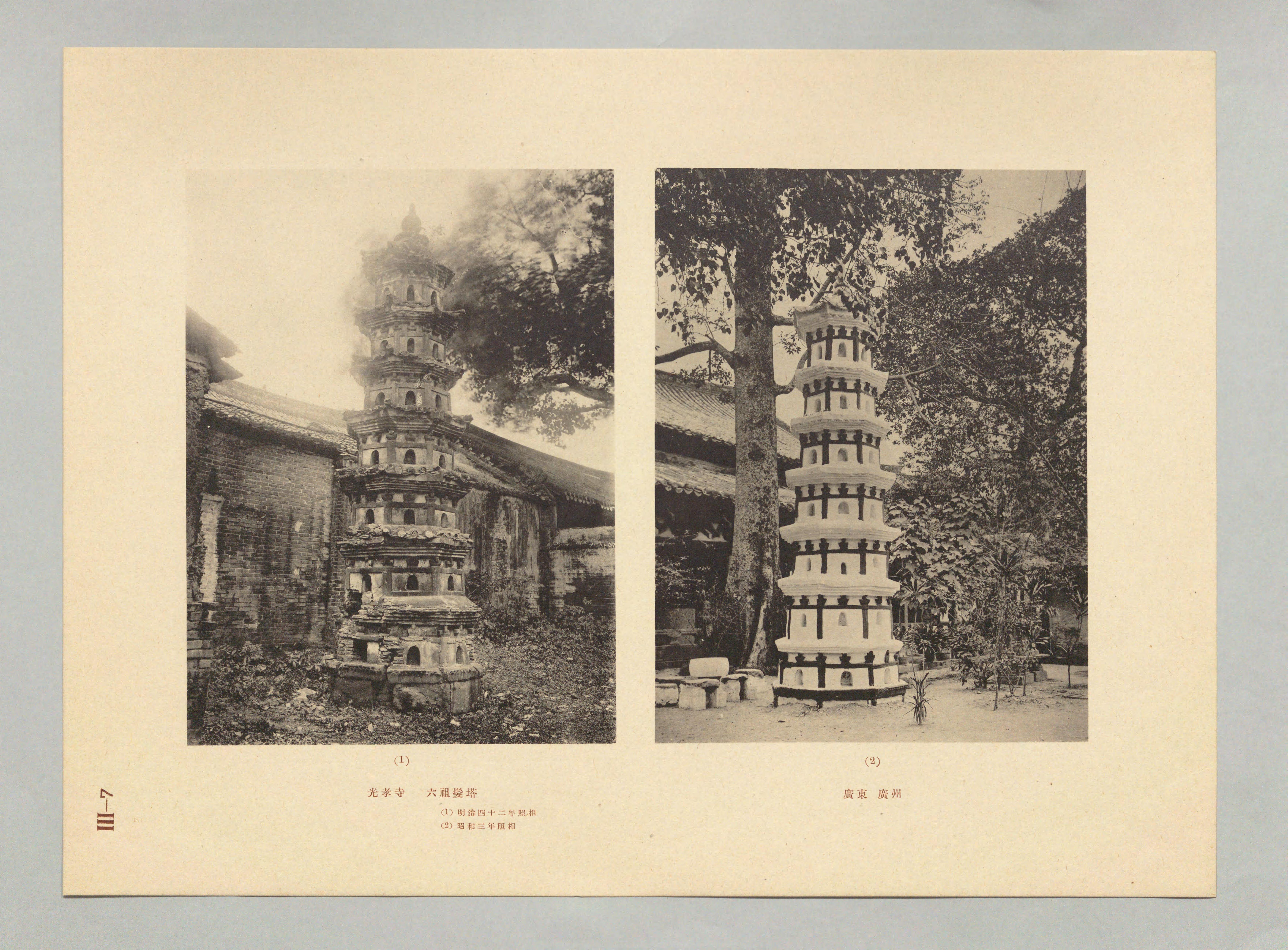
중국 광저우 광효사 육조발탑(예발탑)으로 혜능대사의 머리카락을 봉안한 탑이다.
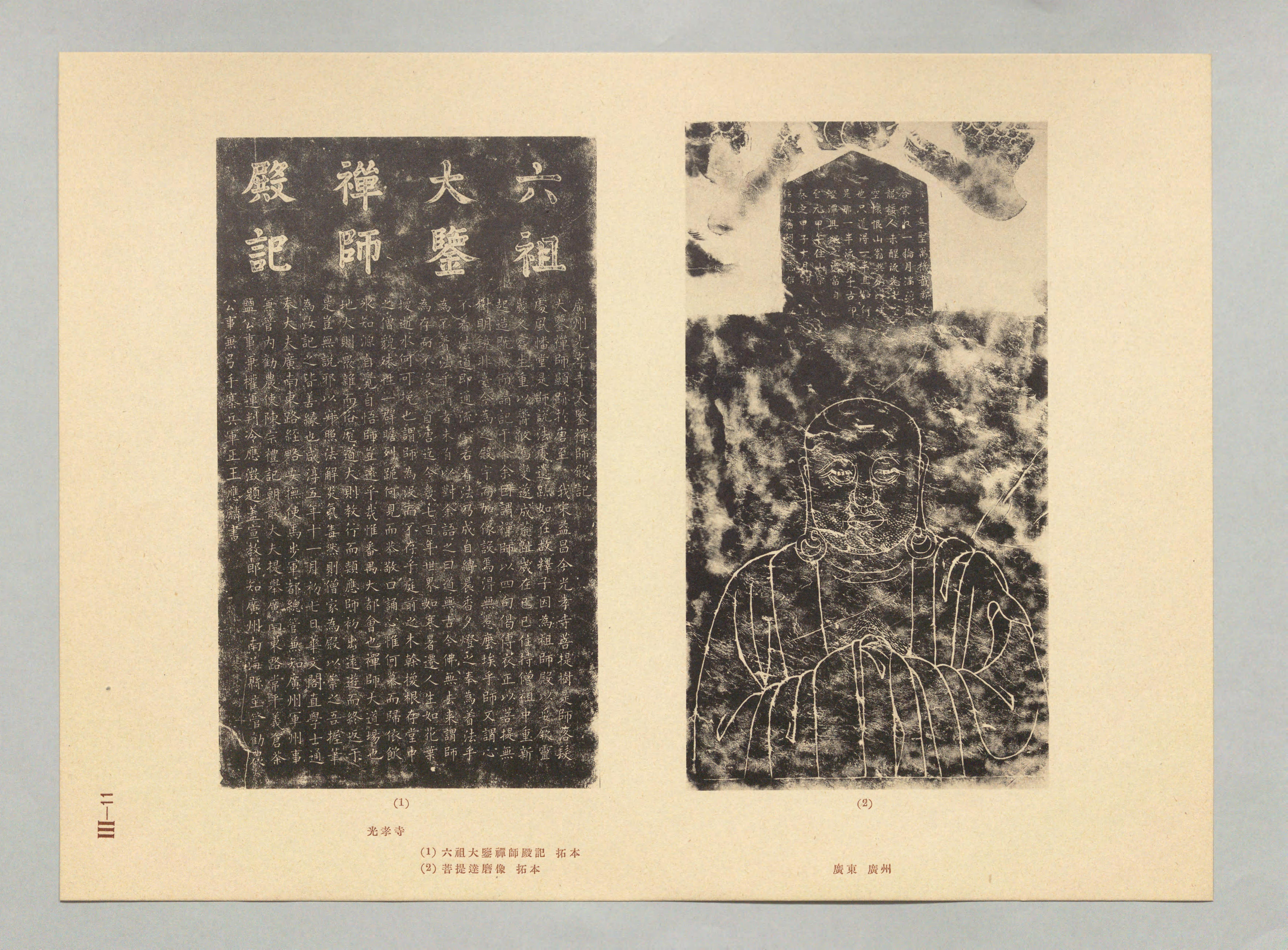
중국 광저우 광효사 《육조대감선사전기》 탁본과 《보리달마상》 탁본